# Таёжный (Шелеховский район)
Таёжный — упразднённый в 2024 году посёлок в Шелеховском районе Иркутской области России. Входил в состав Большелугского муниципального образования.

## География
Находится примерно в 18 км к юго-юго-востоку (SSE) от районного центра, города Шелехов.
Уличная сеть посёлка на 2013 год состояла из 2 улиц (ул. Лесная и ул. Рязанская).

## История
Упразднён в 2024 году.

## Население
| 2002 | 2010 | 2011 | 2012 |
| ---- | ---- | ---- | ---- |
| 109  | ↘0   | →0   | →0   |